# Progryllacris inarmata
Progryllacris inarmata is een rechtvleugelig insect uit de familie Gryllacrididae. De wetenschappelijke naam van deze soort is voor het eerst geldig gepubliceerd in 1936 door Ander.